# Карпи (Верона)
Карпи је насеље у Италији у округу Верона, региону Венето.
Према процени из 2011. у насељу је живело 918 становника. Насеље се налази на надморској висини од 11 м.